# Santa Rosa (Bolívar)

Localização do município de Santa Catalina no departamento de Bolívar

Santa Rosa é um município do departamento de Bolívar, na Colômbia.